# بارتون لاتیمر
latitudeبارتون لاتیمرlongitudeبارتون لاتیمر
بارتون لاتیمر (به انگلیسی: Burton Latimer) یک شهرک در بریتانیا است که در انگلستان واقع شده‌است.

## خصوصیات
بارتون لاتیمر ۶٬۷۴۰ نفر جمعیت دارد.

## خواهرخوانده
شهر کاستلنووو ماجرا خواهرخواندهٔ بارتون لاتیمر هست.